# Grevskapet Portugal
Grevskapet Portugal (portugisiska: Condado Portucalense, Condado de Portucale, Condado de Portugal) var under två perioder mellan 868 och 1143 ett grevskap i den nordvästra Iberiska halvön. Det var beläget mellan Braga och Porto.

### Fotnoter
1. ↑  ”Portucale” (på portugisiska). Infopédia. Porto Editora. https://www.infopedia.pt/apoio/artigos/$portucale. Läst 9 juli 2022.
2. ↑  ”Condado portucalense” (på portugisiska). Infopédia. Porto Editora. https://www.infopedia.pt/apoio/artigos/$condado-portucalense. Läst 9 juli 2022.
3. ↑  ”Portugal” (på engelska). World Statesmen. http://www.worldstatesmen.org/Portugal.htm. Läst 18 maj 2014.